# アブドゥルクーリー島
アブドゥルクーリー島（アブドゥルクーリーとう、アラビア語: جزيرة عبد الكوري）は、アラビア海にある島。イエメン領であり、アデン湾の湾口、ソコトラ島とソマリアの間に位置する。東西方向に36kmほどの長さを持つ細長い島であり、面積は133km2。山がちな地形であり、乾燥気候のため、植生は少ない。3つの集落があり、人口は約3千人。行政上はソコトラ県に属する。

ソコトラ諸島の地形図、アブドゥルクーリー島は左下。